# 薄野

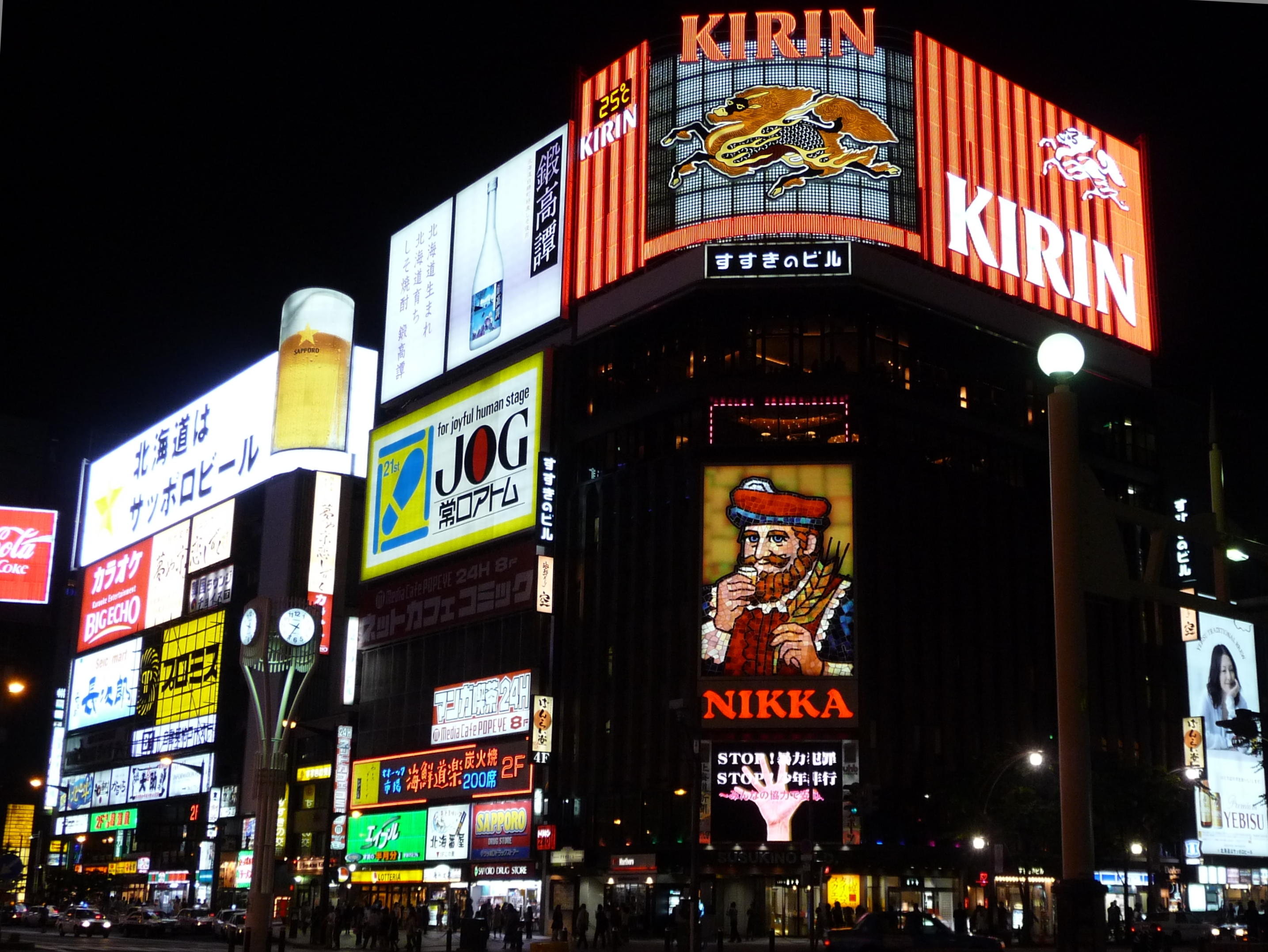
裝飾有日果威士忌霓虹燈廣告牌的薄野大樓為薄野的標誌

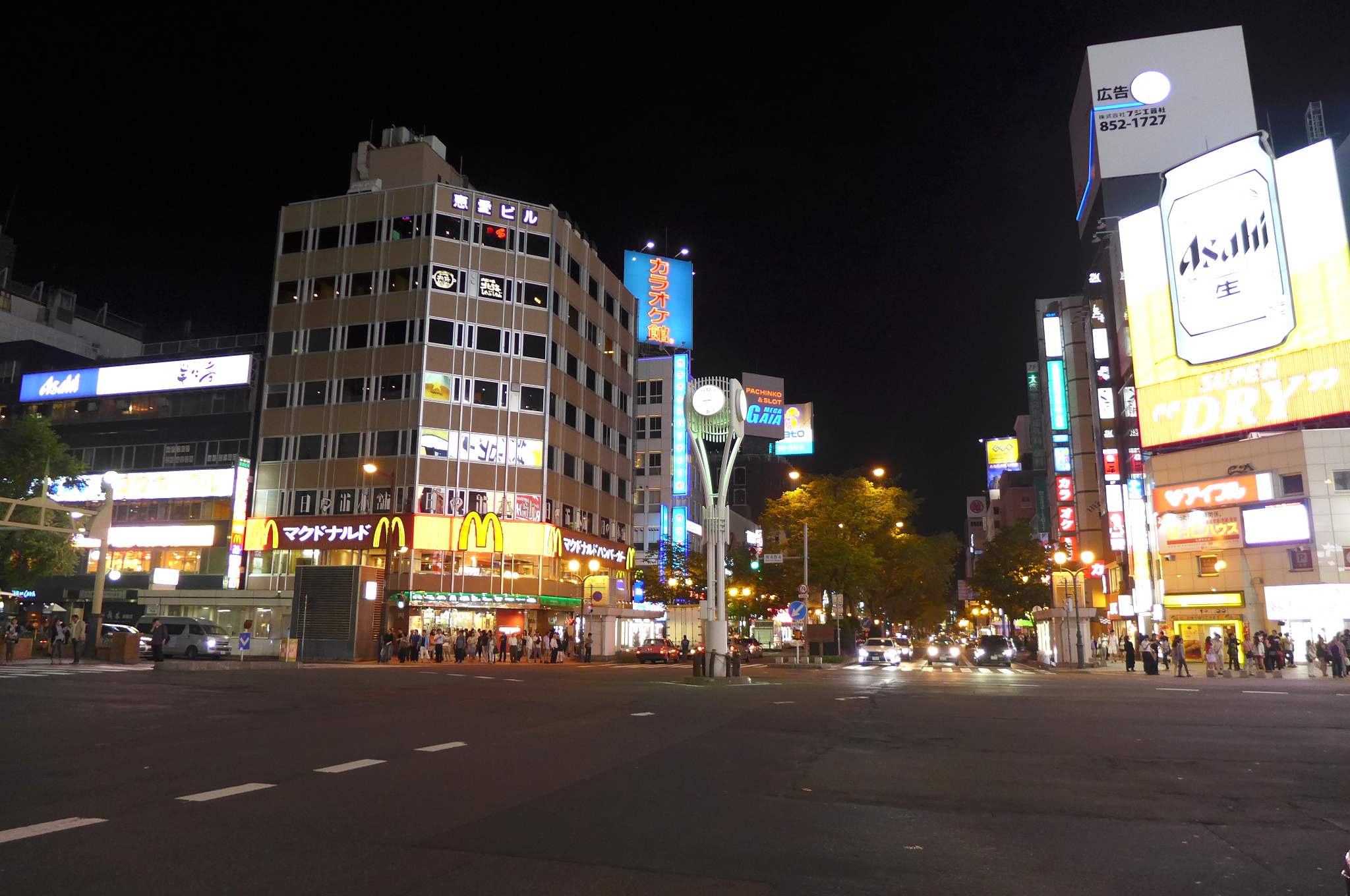
薄野

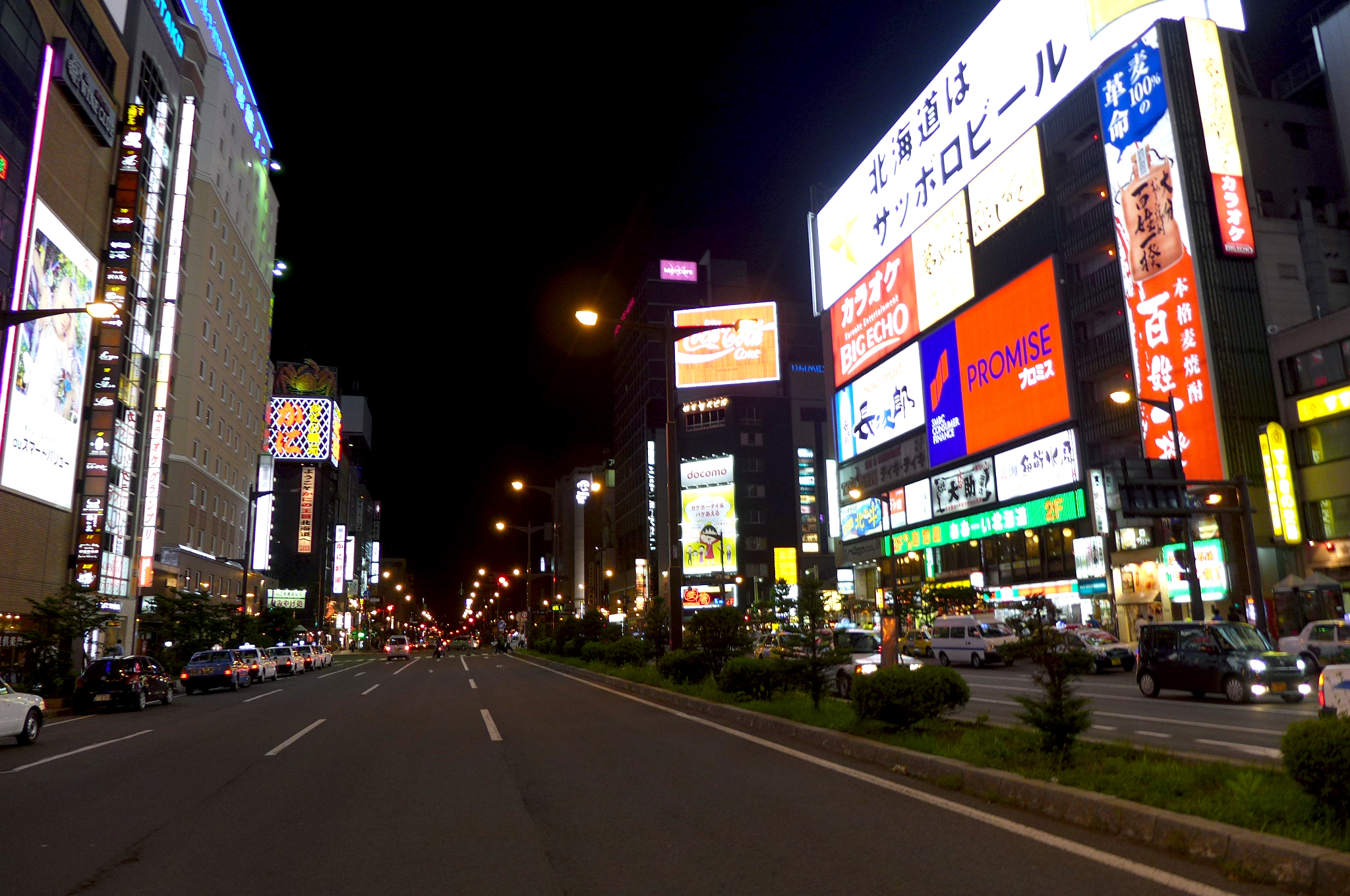
薄野不夜天

薄野（日语：すすきの、ススキノ）是日本北海道札幌市中央區著名的繁華街及歡樂街，與東京都新宿區的歌舞伎町及福冈市博多區的中洲被列為「日本三大歡樂街」（日本3大歓楽街），亞洲一些旅行團亦多稱薄野為「薄野不夜天」。現在的薄野其實一直沒有正式的名稱，只是因為附近有薄野路口及薄野車站因而得名，更被廣泛應用，薄野的正式地域範圍同樣是模糊不清的。直至薄野觀光協會確定了薄野的南北範圍是由南四條至南六條，東西範圍是西二丁目至西六丁目後，薄野的正式地界才算得以訂明。
至於薄野名字的由來亦同樣有很多說法，莫衷一是。最常見的說法有兩種，一種是指這個區域附近曾經長滿了中國芒（日本稱為「薄」或「芒」，讀音為Susuki），因而得名「長滿薄的原野」；另一個說法則指，薄野一名源自於明治時代跟從北海道開拓判官岩村通俊來到札幌的開拓監事薄井龍之的名字。

## 歷史
1871年，北海道開拓使指定並區劃出現在的南四條至南五條、西三丁目至四丁目的範圍為「遊廓地帶」（即娛樂場所、紅燈區），稱為「薄野遊廓」，而當時這些娛樂活動的性質亦包含了官方經營的色情业活動。開拓使建設娛樂場所的理由，是為了慰勞致力從事北海道開拓事業的各階層勞動者。而這段地界的娛樂用途，亦從此開始正式定型。翌年，開拓使又為薄野遊廓周邊建立了連綿900米長，高1.2米的土圍牆，並將大門設置在現今西三丁目與四丁目之間的位置。同年秋天，新政府頒布「藝娼妓解放令」，於是薄野一帶更增加了規模大及數量多的遊女屋，不過事實上這只是名字上的更改而已，對於薄野一向以來的經營性質並沒有太大的轉變。其後政府確立執行公娼制度，薄野遊廓的紅燈事業更得以興旺發展。
1901年，札幌區議會中有人建議將薄野遊廓搬遷到另一個地方，原因是薄野遊廓附近有許多小學校及女子職業學校，恐怕薄野一帶的紅燈事業會對其產生負面影響。可是，這個建議最終沒有執行，薄野遊廓仍保留在原址發展。至1918年由於薄野遊廓附近的中島公園舉辦「開道五十年紀念北海道博覧會」，為了配合博覽會的進程，再次有人建議將薄野遊廓搬遷的話題，並提出搬遷的目的地為白石區菊水地區，這次的動議得到通過，並於1920年夏季正式實行搬遷工作。
自從薄野一帶不再有賣淫事業後，取而代之的是各種戲院、咖啡店、餐馆誕生。另外，由於國際間的戰爭令地區上的市民生活失去動力，因此戰後亦有很多卡巴萊、舞館等娛樂設施出現，此後，薄野一帶逐漸由公認以賣淫為主的紅燈區轉型為以正當娛樂事業為止的場所。可是，在1950年代至1960年代薄野一帶頻繁地發生火災。自1958年起的七、八年間，薄野區就至少曾發生過49次火災事件，死者達13人，傷者亦有37人，被火災波及與燒毀的面積總共達15,808平方米之多，在當時對薄野區的發展有一定的影響。
1972年，札幌舉行1972年冬季奧林匹克運動會，令札幌市呈現一片熱鬧氣象。1970年代薄野區以地下街的方式貫通中央區的札幌車站，重整後規模得以大幅擴充。1974年，許多著名百貨公司如松坂屋等都決定在薄野區開店，令薄野進一步轉變成商業地區。1980年代關始，薄野陸續建設各式商勉酒店。1986年，薄野一帶更開始發掘天然溫泉，這一帶的溫泉稱為「薄野溫泉」。於是，附近的酒店都爭相引入泉水，作為酒店的招徠。
現在的薄野一帶，以混合了各類型飲食業、民俗事業、酒店業與及各種娛樂場所而成為舉國聞名的紅燈區。

### 大事記
- 1871年 - 北海道開拓使建設了薄野遊廓。
- 1880年 - 札幌警察署薄野派出所正式設立。
- 1918年 - 札幌市電薄野車站開業。
- 1920年 - 薄野遊廓轉移到白石區菊水一帶。
- 1971年 - 地下鐵南北線薄野車站開業。
- 1974年 - 百貨公司松坂屋札幌分店正式開業。
- 1983年 - 第一屆薄野雪祭舉辦。
- 1988年 - 地下鐵東豐線豐水薄野車站開業。

## 外部連結
- （日語）薄野區官方網站 （页面存档备份，存于）
- （日語）薄野觀光協會 （页面存档备份，存于）